# Марково (Марковский сельсовет, Вологодский район)
Ма́рково — деревня в Вологодском районе Вологодской области.
Входит в состав Марковского сельского поселения, с точки зрения административно-территориального деления — в Марковский сельсовет.
Расстояние по автодороге до районного центра Вологды — 26 км, до центра муниципального образования Васильевского — 4 км. Ближайшие населённые пункты — Редькино, Ивановское, Чернецкое, Порошино, Калинкино.
По переписи 2002 года население — 13 человек.